# Gorg Blau
Gorg Blau ist ein Stausee auf der spanischen Mittelmeerinsel Mallorca.

## Lage
Der Stausee liegt im Gebirge Serra de Tramuntana im Nordwesten der Insel im Gemeindegebiet von Escorca. Westlich des Sees erhebt sich der höchste Berg der Insel, der Puig Major. Südwestlich liegt mit dem Cúber ein weiterer Stausee, zu dem über den Torrent de Gorg Blau eine Verbindung besteht. Am Westufer des Sees verläuft die Landstraße Ma-10 von Pollença nach Sóller.

## Geschichte

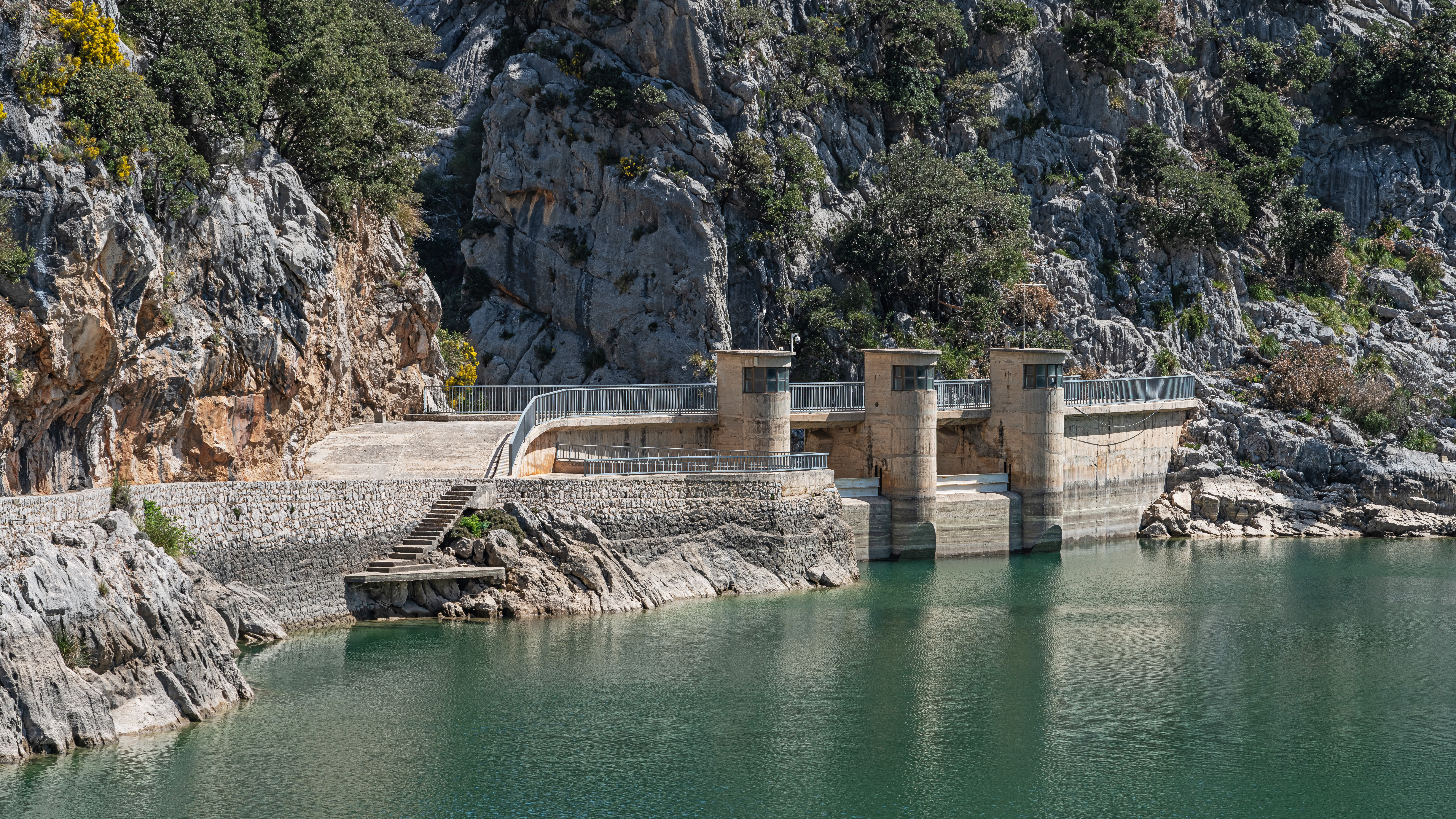
Der Staudamm

Der Stausee entstand Ende der 1960er/Anfang der 1970er Jahre. Im gefluteten Bereich befand sich das prähistorische Bergheiligtum Almallutx, das 1969 aufgegeben wurde und aus der Zeit des 6. bis 1. Jahrhunderts vor Beginn unserer Zeitrechnung stammte. Drei liegende Säulen der Anlage wurden gesichert und am heutigen Ufer des Sees wieder aufgestellt.
Der Stausee mit seinem Fassungsvermögen von 7,36 Millionen m³ dient vor allem der Trinkwasserversorgung des Gemeindebezirks von Palma. Durch den stark gestiegenen Wasserbedarf ist die Staumenge heute jedoch nicht mehr ausreichend. Gemeinsam mit dem Wasser im Cúber, der 4,64 Millionen m³ fasst, würden die Wasservorräte nur für 58 Sommertage zur Deckung des Wasserbedarfs genügen.